# Mas Collell (Sant Pere de Torelló)
Mas Collell és una masia de Sant Pere de Torelló (Osona) protegida com a Bé Cultural d'Interès Local.

## Descripció
Edifici civil. Masia, avui inclosa al nucli de la població de Sant Pere de Torelló. És de planta rectangular coberta a dues vessants i amb el carener paral·lel a la façana, orientada a migdia. Consta de planta baixa i dos pisos. El portal és rectangular i duu la llinda datada. Hi ha dos portals d'accés al que devia haver estat l'antiga lliça, situats un a llevant i l'altre a ponent. A ponent hi ha un cos que sobresurt formant una terrassa a nivell de primer pis i unes galeries, aquestes cobertes a dues vessants i les baranes formen una balustrada. L'estat de conservació és mitjà, es troba força deteriorada malgrat la història que conté. És construïda bàsicament amb pedra. Actualment és un forn de pa.

## Història
Després de la mortaldat produïda per la pesta negra de 1348, les cases alodials, que foren les menys perjudicades en aquest aspecte, donen disposicions per a la restauració de finques desertes. Així tenim notícia, segons Fortià Solà, de que l'any 1382 en Joan del Far, procurador de la casa de Cabrera, que dominava el terme, estableix en Ramon Collell el mas de Collell e Sant Pere de Torelló, fins aleshores rònec i deshabitat degut a la pesta. Reduint als habitants del mas: "les prestacions d'homes i dones, intesties, eixorquies, firmes d'esponsalici, foc i estada, pel sol cànon de dos sous anuals pagadors a Totsants".